# Appropriation (Soziologie)
Appropriation bezeichnet in der Soziologie nach Max Weber den gesellschaftlichen Prozess der Eigentumsbildung durch die Okkupation bzw. Aneignung von sozialen und ökonomischen Chancen Einzelner oder einer Gemeinschaft gegenüber Dritten und damit deren „Schließung“ innerhalb einer Gemeinschaft gegen Außenstehende.